# First TransPennine Express
La First TransPennine Express era una compagnia ferroviaria britannica che gestiva una concessione di servizi passeggeri regionali nell'Inghilterra settentrionale (che attraversano quindi i Monti Pennini, da cui il nome della società). L'azienda offriva anche collegamenti da Manchester a Glasgow ed Edimburgo. I treni dell'operatore si fermavano in un totale di 67 stazioni. I comproprietari dell'azienda erano due gruppi di trasporto: il britannico FirstGroup (55%) e il francese Keolis (45%).

## Linee
I servizi di questa concessione riguardavano tre linee:
- North TransPennine
- South TransPennine
- TransPennine North West

## Materiale rotabile

### Attuale
| Veicoli esistenti |          |                         |                     |        |          |          |                |
| Serie             | Immagine | Tipo                    | Anno di costruzione | Numero | Energia  | V/max    | Posti a sedere |
| British Class 185 |          | Automotrice (Diesel)    | 2005–2006           | 51     | 1.683 kW | 160 km/h | 169            |
| British Class 185 |          |                         |                     |        |          |          |                |
| British Class 350 |          | Automotrice (Elettrica) | 2013–2014           | 10     | 1.500 kW | 180 km/h | 210            |

### Passato
| Serie                  | Immagine | Tipo                 | Anno di costruzione | Ritirato  | Note                                                                                |
| British Rail Class 158 |          | Automotrice (Diesel) | 1989–1992           | 2006–2007 | Trasferita a Central Trains, First Great Western, South West Trains e Northern Rail |
| British Rail Class 175 |          | Automotrice (Diesel) | 1999–2001           | 2006      | Trasferita a Arriva Trains Wales                                                    |